# Enrique d'Almonte
Enrique d'Almonte y Muriel (Sevilla, 1858-cabo de Buena Esperanza, 1917) fue un cartógrafo y geógrafo español, con actividad en dominios coloniales como Filipinas y el África española, tanto en Guinea como en el Sáhara.

## Biografía
Nacido el 7 de enero de 1858 al parecer en Sevilla, si bien alguna fuente cita Cádiz, se instaló en las Filipinas en 1880 como auxiliar facultativo de la Inspección General de Minas de Filipinas. Esta ocupación le permitió reconocer gran parte de las islas y realizar distintos levantamientos cartográficos y descripciones de la colonia, regresando a España en 1897. En el archipiélago filipino realizó mapas de Luzón e islas adyacentes, provincia de Manila y distritos de Leite, Samar, Negros y Bohol.
Después de ser nombrado socio correspondiente en Manila de la Sociedad Geográfica de Madrid, efectuó diversos trabajos topográficos y cartográficos en el Muni como miembro de las comisiones que delimitan las fronteras entre la colonia española y las vecinas del Congo francés y del Camerún alemán. Su labor le proporcionó cierto prestigio en los ambientes geográficos madrileños de principios del siglo XX, participando activamente en la Sociedad Geográfica de Madrid y, una vez que esta cambia de denominación, en la Real Sociedad Geográfica.
D'Almonte visitó la Guinea continental en dos momentos no lejanos en el tiempo. El primero en 1901. El Tratado franco-español de 1900 establecía que se debían delimitar las demarcaciones acordadas en él. Para transformar la frontera pensada en el convenio en una línea sobre el terreno, ambos países nombraron sendas comisiones que se reunieron en Bata en el mes de julio de 1901. Además del fronterizo, la comisión regia española tenía un objetivo más amplio: estudiar la Guinea española. En ella participó d'Almonte como cartógrafo y experto en geología a petición de la Sociedad Geográfica de Madrid. Su estancia en la colonia se prolongó hasta finales del mes de octubre y como resultado de sus observaciones publicó dos trabajos: un texto en 1902 en el que describe Fernando Póo y la Guinea continental española y un mapa a escala 1:200.000 en 1903 de esta última.
Volvió a África por segunda ocasión en 1906, a raíz de su designación por el Gobierno como delegado especial encargado de fijar el trazado de fronteras entre las posesiones españolas y las alemanas.  En relación con tales trabajos publicó el libro titulado Someras notas, donde estudiaba la geografía, la geología y la colonización de la Guinea española; un mapa de la parte continental, en escala de 1:200.000, publicado por el Ministerio de Estado; otro de Fernando Póo, en escala de 1:50.000, y una Sinopsis botánica de la Guinea, con las aplicaciones a la industria de las especies vegetales. Las operaciones topográficas que realizó las expuso en una conferencia en la Real Sociedad Geográfica en 1907 y las publicó un año después. Por último, en 1912 se editó su última obra guineana. Esta se puede entender como un resumen de su experiencia en la colonia; pero no uno en el que se exponen los principales rasgos fisiográficos de esta, sino aquel en el que se despliegan todos los elementos estratégicos, económicos y de oportunidad que justifican la ocupación de ese territorio y hacen urgente su colonización efectiva. De hecho, en palabras del propio D'Almonte «no existe otra colonia dotada de más riquezas naturales y de más elementos positivos de progreso en estado latente». A estas obras mayores se sumaron colaboraciones en la Revista de Geografía Colonial y Mercantil. Estos trabajos son menores por su extensión, pero no por el valor que adquiere su contenido: se aferran en demostrar la viabilidad del Muni a través de los casos que se seleccionan. En sus labores y proyectos en Guinea ecuatorial colaboró con el militar Valeriano Weyler, a quien posiblemente conoció en Filipinas cuando este era allí gobernador general.
Ostentó la cruz roja del Mérito Militar, concedida por los servicios que prestó al Ejército español durante la guerra de secesión en las Filipinas. El fin de la contienda habría impedido la publicación de un notable mapa general, que tenía trazado, del archipiélago filipino en escala de 1:800.000. El ministro de Instrucción pública concedió a d'Almonte la Encomienda de número de la Orden de Alfonso XII y la Sociedad le regaló las insignias. En 1913, con subvención del Ministerio de Estado, y a propuesta de la Real Sociedad Geográfica, realizó la exploración preparatoria para el completo estudio del Sahara español. De tales trabajos dio amplia noticia el Boletín de la Real Sociedad Geográfica (tomo lvi, páginas 129 a 347) con un gran mapa en cuatro hojas, escala 1:1.000.000.
En agosto de 1915 convaleció en la isla de Mindanao de fuerte ataque de paludismo, y un año después hacía por cuenta propia exploraciones y estudios en la Indochina y en el gran archipiélago asiático. La Sociedad Geográfica publicó en un volumen con grabados su obra Formación y evolución de las subrazas indonesia y malaya (1917).
A finales de mayo de 1917 se dirigía a Japón a bordo del Eizaguirre para organizar servicios directos de navegación entre el Japón y España, comisionado a tal fin por el Ministerio de Fomento, cuando, en el cabo de Buena Esperanza, una mina hizo volar el barco, pereciendo d'Almonte con toda la tripulación.